# الگوریتم پورتفولیوی جهانی
الگوریتم پورتفولیوی جهانی یک الگوریتم انتخابی پورتفولیو از حوزه یادگیری ماشین و نظریه اطلاعات است. این الگوریتم به صورت تطبیقی از داده‌های تاریخی می‌آموزد و نرخ رشد بهینه لگاریتمی را در بلندمدت به حداکثر می‌رساند. این الگوریتم توسط توماس ام. کاور، نظریه‌پرداز اطلاعات دانشگاه استنفورد معرفی شد.
الگوریتم در ابتدای هر دوره معاملاتی پورتفولیو را مجدداً متوازن می‌کند. در ابتدای دوره معاملاتی اول، الگوریتم با یک تنوع ساده شروع می‌شود. در دوره‌های معاملاتی بعدی، ترکیب پورتفولیو به بازدهی تمام تاریخی همه ی پورتفولیو ‌های با توازن ثابت بستگی دارد.